# Кулиці (Поморське воєводство)
Кулиці (пол. Kulice, нім. Kulitz, 1942–45 Keilendorf) — село в Польщі, у гміні Пельплін Тчевського повіту Поморського воєводства.
Населення — 880 осіб (2011).
У 1975-1998 роках село належало до Гданського воєводства.

## Демографія
Демографічна структура станом на 31 березня 2011 року:
|          | Загалом | Допрацездатний вік | Працездатний вік | Постпрацездатний вік |
| -------- | ------- | ------------------ | ---------------- | -------------------- |
| Чоловіки | 449     | 98                 | 317              | 34                   |
| Жінки    | 431     | 88                 | 284              | 59                   |
| Разом    | 880     | 186                | 601              | 93                   |